# Zdzisław Jasiński
Zdzisław Piotr Jasiński (18 tháng 1 năm 1863 –18 tháng 11 năm 1932) là một họa sĩ người Ba Lan. Những bức tranh đầu của nghệ sĩ được vẽ theo phong cách hàn lâm, nhưng những tác phẩm sau này của Jasiński mang nét đặc trưng của trường phái ấn tượng.

## Tiểu sử
Zdzisław Jasiński sinh ra ở Warsaw. Cha ông sở hữu một doanh nghiệp trang trí và là thành viên trong hội họa sĩ. Em trai út của Zdzisław tên là Józef (1876–1954), sau này trở thành một nhà điêu khắc.

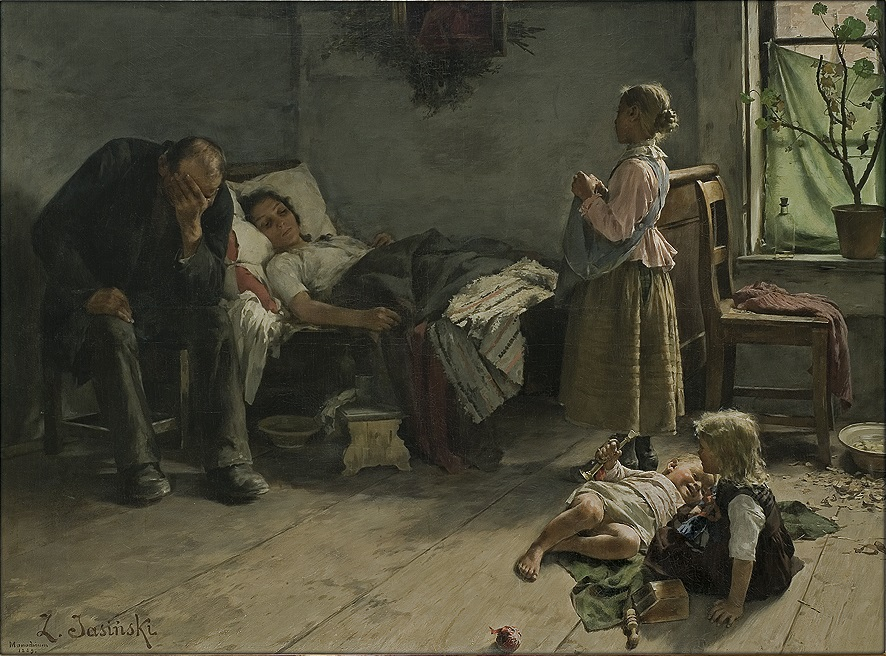
Mẹ ốm

Ông bắt đầu học vẽ với họa sĩ Wojciech Gerson tại Trường Mỹ thuật Warsaw. Sau đó, ông chuyển đến Kraków để theo học tại Học viện Mỹ thuật dưới sự chỉ dẫn của các họa sĩ Leopold Loeffler và Florian Cynk. Nhờ vào học bổng, ông được đi du học ở Munich.
Năm 1891, ông giành được huy chương vàng cho bức tranh Mẹ ốm (The Sick Mother) tại một cuộc triển lãm lớn ở Berlin. Hai năm sau, ông tiếp tục giành được huy chương tại Triển lãm  thế giới Columbia, được tổ chức ở Chicago vào năm 1893.
Từ năm 1896 đến năm 1897, Jasiński vẽ tranh tường ở St. Petersburg và Moscow. Ông cũng đã vẽ tranh tường tại nhà thờ lớn ở  Włocławek và trường đại học ở Kalisz. Năm 1910, nghệ sĩ quay trở lại Warsaw và sinh sống tại đây cho đến khi ông mất vào năm 1932. Năm 1921, Jasiński đồng sáng lập nên nhóm nghệ thuật "Pro Arte".